# Crotalaria vitellina
Crotalaria vitellina là một loài thực vật có hoa trong họ Đậu. Loài này được Ker. Gawl. miêu tả khoa học đầu tiên.